# 전서 (동오)
전서(全緖, 213? - 256?)는 중국 삼국시대 오나라의 장수로, 오군 전당현 사람이다.

## 행적
전종(全琮)의 차남이자 전역(全懌)의 형이다.
어려서부터 이름이 알려졌으며, 나라의 병사를 받아 지방으로 나갔고 양무장군, 우저독으로 옮겼다.
241년, 아버지 전종이 작피에서 왕릉(王淩)과 싸웠는데 형세가 불리했다. 승세를 탄 위군을 장휴(張休), 고승(顧承)이 공격하여 진격을 저지시키자, 전서는 전단과 함께 위군을 공격해 결국 물러나게 했다. 이후 논공행상에서 장휴, 고승의 공을 전서, 전단보다 높여 장휴와 고승은 잡호장군, 전서, 전단은 비장군이 되었다. 이로 인해 전종과 전기는 원한을 품어 장휴, 고승, 고담(顧譚)을 참소하여 교주로 유배보냈다.
252년, 회계왕 손량이 즉위하자 진북장군으로 옮겼다. 이 해 12월, 위나라에서 대군을 일으켜 동흥을 침공하였다. 전서는 정봉(丁奉)과 함께 의논하여 앞서 나가 위군을 격파했다. 이 공으로 아들 한 명이 정후에 봉해졌다.
44세에 사망했다. 태평 2년(257년), 아우 전역(全懌)을 비롯한 전씨 일족 대부분이 모두 위나라에 투항했을 때에도, 이듬해(258년) 일족 전상(全尙)이 손침(孫綝) 주살 모의에 가담했을 때에도 이름이 보이지 않는 것으로 보아 257년 전에 죽었을 것 같다.

## 친척 관계
- 전유 (할아버지)
  - 전종 (아버지)
    - 전서
    - 전기 (아우)
    - 전역 (아우)
    - 전오 (아우)
    - ?
      - 전정 (전역의 형의 아들)
      - 전휘 (전역의 형의 아들)
      - 전의 (전역의 형의 아들)

  - ?
    - 전단 (종형제)
    - 전편 (종형제)
    - 전집 (종형제)